# ولید بن عتبه بن ابی‌سفیان
ولید بن عتبه بن ابی‌سفیان، برادرزاده معاویه بود که از سال ۵٧ ه.ق حاکم مدینه بود.

## زندگی نامه
بلافاصله پس از مرگ معاویه در ۱۶ رجب سال ۶۰ ه‍.ق/۲۲ آوریل ۶۸۰ م، یزید به ولید بن عتبه، حاکم مدینه، فرمان داد تا امور مربوط به گرفتن بیعت را مدیریت کند. هدف یزید، در دست گرفتن اوضاع شهر پیش از اطلاع اهالی آن از مرگ معاویه نبود و یزید به‌ویژه در مورد دو رقیب خود در خلافت، حسین بن علی  و عبدالله بن زبیر که پیش‌تر از بیعت کردن سرباز زده بودند نگران بود. ولید بن عتبه، حسین و عبدالله بن زبیر و عبدالله بن عمر را در ساعت غیرمعمول به قصر حکومتی فراخواند تا آنان را مجبور به بیعت با یزید کند. به‌گفتهٔ والیری حسین به همراه پیروانش به قصر آمد و مرگ معاویه را تسلیت گفت اما بیعت پنهانی با یزید را به بهانه اینکه بیعت باید در ملاء‌عام باشد، دو روز به تعویق انداخت ولید که تمایلی به درگیری با حسین نداشت، پذیرفت. اما مروان که می‌دانست اگر حسین از جلسه خارج شود، دیگر بدون جنگ نمی‌توان به او دست یافت، به ولید گفته بود که حسین را زندانی کند تا بیعت نماید درغیراین‌صورت سریعاً همان‌جا او را بکشد.
به علت این کوتاهی، یزید او را از مدینه فراخواند. اما مجدداً در سال ۶۲ هجری به عنوان حاکم مدینه منصوب کرد.